# NuFW
NuFW est une extension libre de Netfilter, la couche pare-feu du noyau Linux. C'est un pare-feu de nouvelle génération, qui intègre la notion d'identité des utilisateurs pour filtrer les flux IP.

## Technologies
Le serveur fonctionne sous GNU/Linux et des clients pour les postes utilisateurs existent pour Windows, GNU/Linux, FreeBSD et Mac OS X.
Les politiques de sécurité peuvent s’interfacer avec les annuaires d’utilisateurs (ou d'autres solutions de gestion d'identité) et la notion d’utilisateur est amenée au niveau de la couche IP. 
NuFW permet ainsi de passer d'une règle générique telle machine (IP) est autorisée à accéder à tel service à des règles d'accès de type : 
"Mr Martin est autorisé à se connecter sur tel serveur de 9h00 à 18h00 avec telle application, avec Windows XP SP2", par exemple. 
NuFW ne réalise jamais d'association IP=utilisateur (contrairement aux portails captifs, à 802.1x, ou à la plupart des pare-feu du marché), ce qui permet ainsi de sécuriser les réseaux Wifi ou encore des machines multi-utilisateurs de type Citrix ou TSE.

## Entreprises
La société EdenWall Technologies, fondée par les initiateurs de NuFW, propose le boîtier, appelé EdenWall, dont la technologie est basée sur NuFW. La FSF France relance le projet après la liquidation de l'entreprise en août 2011
 sous la banniére du site ufwi.org
.

## Fonctionnalités
NuFW peut :
- Authentifier toutes les connexions qui passent à travers le pare-feu ou simplement un sous-ensemble déterminé (utilisation d’iptables pour sélectionner les connexions à authentifier) ;
- Réaliser du routage, de la qualité de service, des statistiques basées sur les utilisateurs et non plus simplement sur les IP ;
- Filtrer et journaliser les connexions avec des critères tels que l’application ou le système d'exploitation utilisé par les utilisateurs.
- Appliquer des règles horaires strictes (destruction des connexions existantes de la table de suivi à un horaire précis) ;

## Caractéristiques
NuFW est :
- Robuste : NuFW est composé de deux démons qui peuvent être mis en place sur des systèmes différents et le démon principal est massivement multithreadé ;
- Modulaire : L’authentification et le stockage des listes de contrôle d’accès sont réalisées grâce à des greffons (des modules system, ldap, dbm, plaintext sont fournis). La journalisation de l’activité des utilisateurs peut être faite par syslog, mysql, PostgreSQL ou encore Prelude ;
- Ouvert : le pare-feu NuFW est distribué sous licence GPL v2. Il est basé sur des composants eux-mêmes ouverts et libres, à commencer par Netfilter et iptables, mais également MySQL, PostgreSQL, OpenLDAP, Prelude… ;

## Récompenses
NuFW a remporté différentes récompenses : 
- 2007 : Lutèce d'Or dans la catégorie Meilleure Innovation[3] ;
- 2005 : Trophées du libre dans la catégorie Sécurité ;